# The Yellow Moon Band
The Yellow Moon Band é uma banda britânica de rock alternativo. Eles lançaram seu álbum de estreia, 'Travels Into Several Remote Nations of the World' pela gravadora Static Caravan no início de 2009, que recebeu muitas críticas positivas. Sua música pode ser descrita como uma mistura de rock psicodélico, folk e progressivo.

## História
Em 2007, Jo Bartlett e Danny Hagan do programa "It's Jo and Danny", o guitarrista Rudy Carroll e Mathew Priest da banda britânica de pop Dodgy, depois de alguns ensaios na casa de Bartlett e Hagan, produziram o que eles consideraram um novo e excitante tipo de rock folk/psicodélico/progressivo.
A banda foi persuadida por Geoff Dolman da gravadora Static Caravan a ir para os estúdios Bark em Londres para gravar dois singles - "Entangled" e "Maybach" - e os resultados das sessões produziram a maior parte do material do seu álbum de estreia, Travels into Several Remote Nations of the World.
The Yellow Moon Band tem obtido muitas críticas favoráveis por suas músicas, e foram convidados a abrir o inaugural Lewes Psychedelic Festival em março de 2009. Seu single Maybach foi votado o Single do Ano pelos ouvintes da rádio Wesser em Bremen, Alemanha, em 2008.

## Discografia

### Álbuns
- Travels into Several Remote Nations of the World, 25 de janeiro de 2009

### Singles
- "Entangled", junho de 2007
- "Maybach", fevereiro de 2008
- "Polaris - Time and Space Machine/Xela remixes", maio de 2009

### Compilações
- A Monstrous Psychedelic Bubble Exploding in Your Mind: Volume 1: Cosmic Space Music, janeiro de 2009
- Fred Deakin: Nu Balearica, setembro de 2008